# Сайгун, Ахмед Аднан
Ахмед Аднан Сайгун (тур. Ahmed Adnan Saygun; 7 сентября 1907[…], Измир, Айдын — 6 января 1991[…], Стамбул) — турецкий композитор, музыковед и педагог, один из основателей национальной музыкальной школы, автор первой турецкой национальной оперы. Государственный артист Турции (1971).

## Биография
Сын учителя математики. С 13 лет постигал музыкальную грамоту самоучкой и с помощью частного преподавателя. В 1928—1931 годах по стипендии учился в парижской Schola Cantorum у Венсана д’Энди. В 1934—1935 годах руководил Президентским оркестром, с 1936 года стал преподавать в Стамбульской консерватории. В том же году путешествовал с Белой Бартоком по Анатолии, собирая народные песни. Был музыкальным советником Республиканской народной партии Турции. В 1955 г. стал одним из основателей Института исследований фольклора. В 1964—1972 годах преподавал композицию в консерватории Анкары, затем — музыкальную этнологию и композицию в Стамбульской Государственной консерватории.

## Наследие
Творчество Сайгуна было стимулировано программой культурного строительства страны, выдвинутой Ататюрком: синтез народного и ученого, турецкого и европейского — органичная часть этой программы. Сайгун остался наиболее известным в мире представителем группы турецких композиторов-новаторов, вошедших в историю как Турецкая пятёрка. В некрологе композитору газета «Таймс» отмечала, что он «был для своей страны тем же, кем Ян Сибелиус для Финляндии, Мануэль де Фалья для Испании и Бела Барток для Венгрии». После смерти композитора в Университете Билькент в Анкаре был открыт Центр музыкальных исследований имени Сайгуна.
Сайгуну принадлежат пять опер («Кёроглу», 1973; «Гильгамеш», 1962—1983, и др. — это первые турецкие полифонические оперы), два балета, пять симфоний, концерты для скрипки и для альта с оркестром, камерный концерт для струнных, другие оркестровые, хоровые и камерные сочинения.

## Признание
Международную известность композитору принесло исполнение его оратории «Юнус Эмре» оркестром Ламурё в парижском концертном зале Плейель (1947). Оратория была переведена на несколько языков и широко исполнялась во всем мире, в 1958 она была записана в исполнении симфонического оркестра NBC под управлением Леопольда Стоковского (в том же году второй струнный квартет Сайгуна сыграл в Нью-Йорке Джульярдский квартет). В 1949 Министерство образования Франции наградило Сайгуна пальмовыми ветвями академика, он был удостоен медали Фридриха Шиллера в ФРГ (1955), а также многих других национальных и международных отличий, включая награду правительства Венгрии за сотрудничество с Бартоком. Сочинения Сайгуна исполняются в Европе и России (Первый концерт для фортепиано с оркестом был исполнен Государственным симфоническим оркестром кинематографии, солист Игорь Жуков). В 2003—2004 все четыре струнных квартета Сайгуна записал известный бельгийский ансамбль Данель (см.: ). В 1991 году в Турции была выпущена памятная серебряная монета в честь композитора.

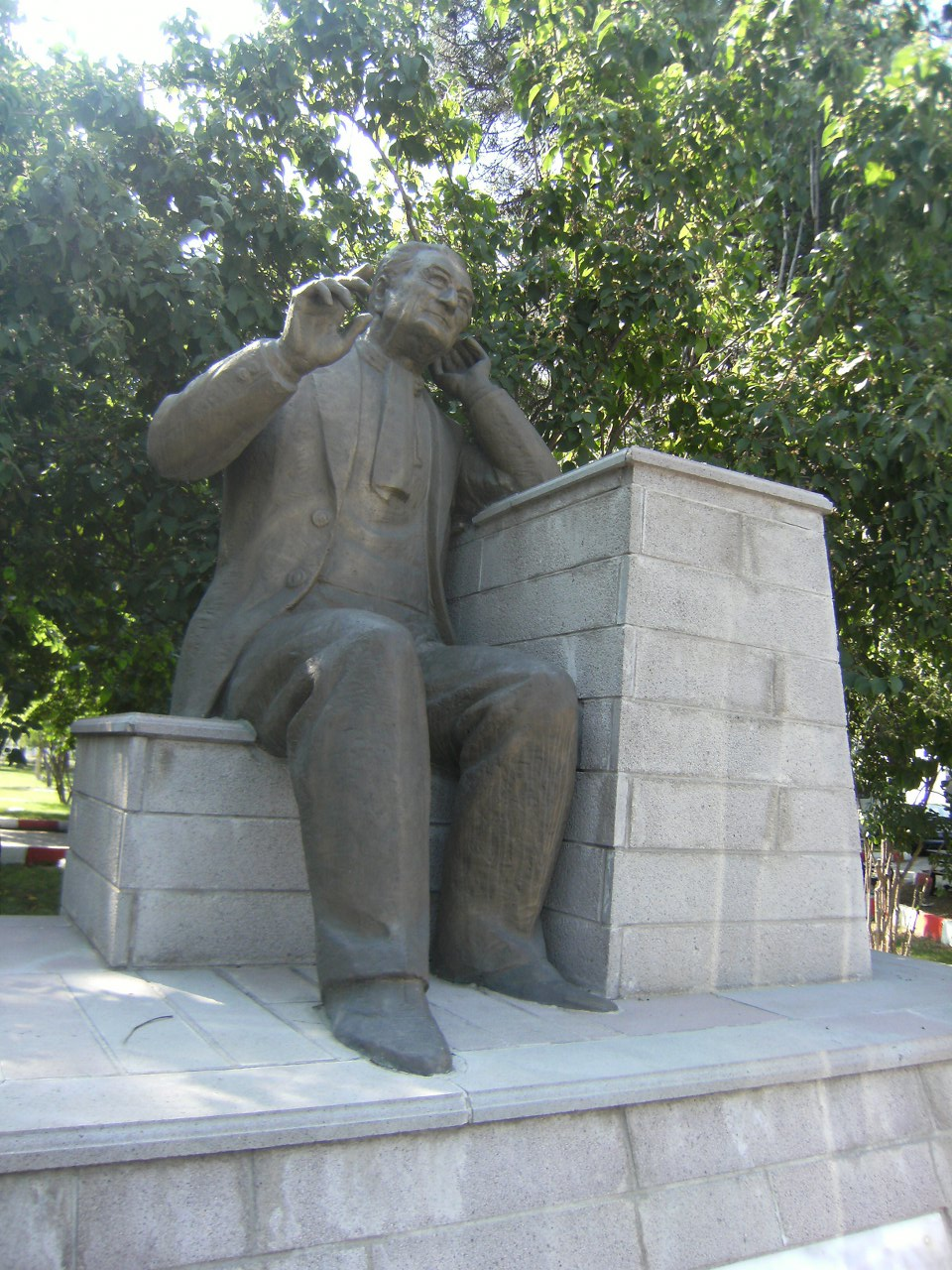
Памятник в Анкаре